# Jan Nowak-Jeziorański
Zdzisław „Jan Nowak“ Jeziorański (Zdzisław Antoni Jeziorański, 2. října 1914, Berlín – 20. ledna 2005, Varšava) byl polský odbojář, novinář a politik.

## Biografie
Zdzisław Jeziorański navštěvoval střední školu ve Varšavě. Po absolutoriu ekonomického studia v roce 1936 byl starším asistentem na katedře ekonomie na univerzitě v Poznani. 29. června 1937 vystudoval dělostřeleckou školu.
V roce 1939 byl jako polský důstojník zajat Němci. Ze zajetí uprchl do Armii Krajowej, kde působil jako spojka mezi polskou exilovou vládou v Londýně a polským odbojem. V roce 1944 se účastnil Varšavského povstání, kde pracoval v rádiu Blesk.
Po roce 1945 odešel do emigrace (Londýn), po založení rádia Svobodná Evropa se stal ředitelem polské sekce.
Od roku 1976 žil Jeziorański v USA, kde působil jako poradce Jimmy Cartera a Ronalda Reagana.
Poprvé po válce navštívil Polsko v roce 1989 na pozvání Lecha Wałęsy. Usadil se v Polsku v roce 2002.